# Summer Days
Summer Days is de eerste EP van Roemeense zangeres Inna die werd uitgebracht in 2014.

## Singles
Take Me Higher is geschreven door Georgia Ku, Tom Meredith en J Hart en geproduceerd door haar producenten en managers Marcel Botezan, Radu Bolfea en Sebastian Barac, beter bekend als de Roemeense trio Play & Win. Inna uploadde een "audio teaser" van het lied op haar YouTube-kanaal op 21 augustus 2014. De officiële versie werd uitgebracht op 25 augustus op YouTube. Op 27 augustus werd er een Extended Version en de Global B remix uitgebracht. 
Op 27 augustus 2014 uploadde Inna een "audio teaser" voor het tweede nummer van de Summer Days, met de titel Low op haar YouTube-kanaal. Dit nummer werd geschreven door Georgia Ku & Erin Beck en werd geproduceerd door Play & Win. De officiële versie van het lied werd uitgebracht op 1 september 2014. 
Een "audio teaser" van de derde single van het EP Devil's Paradise werd geüpload op YouTube op 4 september 2014. Het lied werd geschreven en geproduceerd door Play & Win en werd officieel uitgebracht op 8 september 2014. 
Op 15 september 2014 kondigde de zangeres aan dat er drie nieuwe nummers zullen worden toegevoegd aan de EP. De eerste, getiteld Tell Me, werd geschreven en geproduceerd door Play & Win en die dag uitgebracht. Voor Tell Me werd de release van een ander nummer, Body And The Sun, verplaatst naar 22 september 2014. Body And The Sun is geschreven door Andreas Schuller en KataraaXx en geproduceerd door Axident en Thomas Troelsen. Het werd uitgebracht als vijfde nummer van Het album. 

## Tracklist
| Nr. | Titel            | Duur |
| --- | ---------------- | ---- |
| 1.  | Take Me Higher   | 2:55 |
| 2.  | Low              | 3:41 |
| 3.  | Devil's Paradise | 2:16 |
| 4.  | Body and the Sun | 3:30 |
| 5.  | Tell Me          | 3:29 |
| 6.  | Summer Days      | 3:48 |